# فرودگاه شهری کراسبی (داکوتای شمالی)
فرودگاه شهری کراسبی (داکوتای شمالی) (به انگلیسی: Crosby Municipal Airport (North Dakota)) یک فرودگاه همگانی بهره‌برداری هوایی است که یک باند فرود آسفالت دارد و طول باند آن ۱۱۵۸ متر است. این فرودگاه در کشور ایالات متحده آمریکا قرار دارد و در ارتفاع ۵۹۴٫۴ متری از سطح دریا واقع شده‌است.